# Manoir de Kermoel Bras
Le manoir de Kermoel Bras est un édifice situé à Quistinic, en France.

## Situation
Le manoir est situé sur le territoire de la commune de Quistinic, au lieu-dit Kermoel Bras, dans le département du Morbihan, en région Bretagne.

## Description
Le manoir date du XVIIe siècle, édifice à un étage carré, construit en moellons de granite. Toiture  à longs pans, pignon découvert. Escalier hors-œuvre : escalier à vis sans jour.

## Histoire
Le manoir est inscrit à l'inventaire général du patrimoine culturel.